# 幼兒

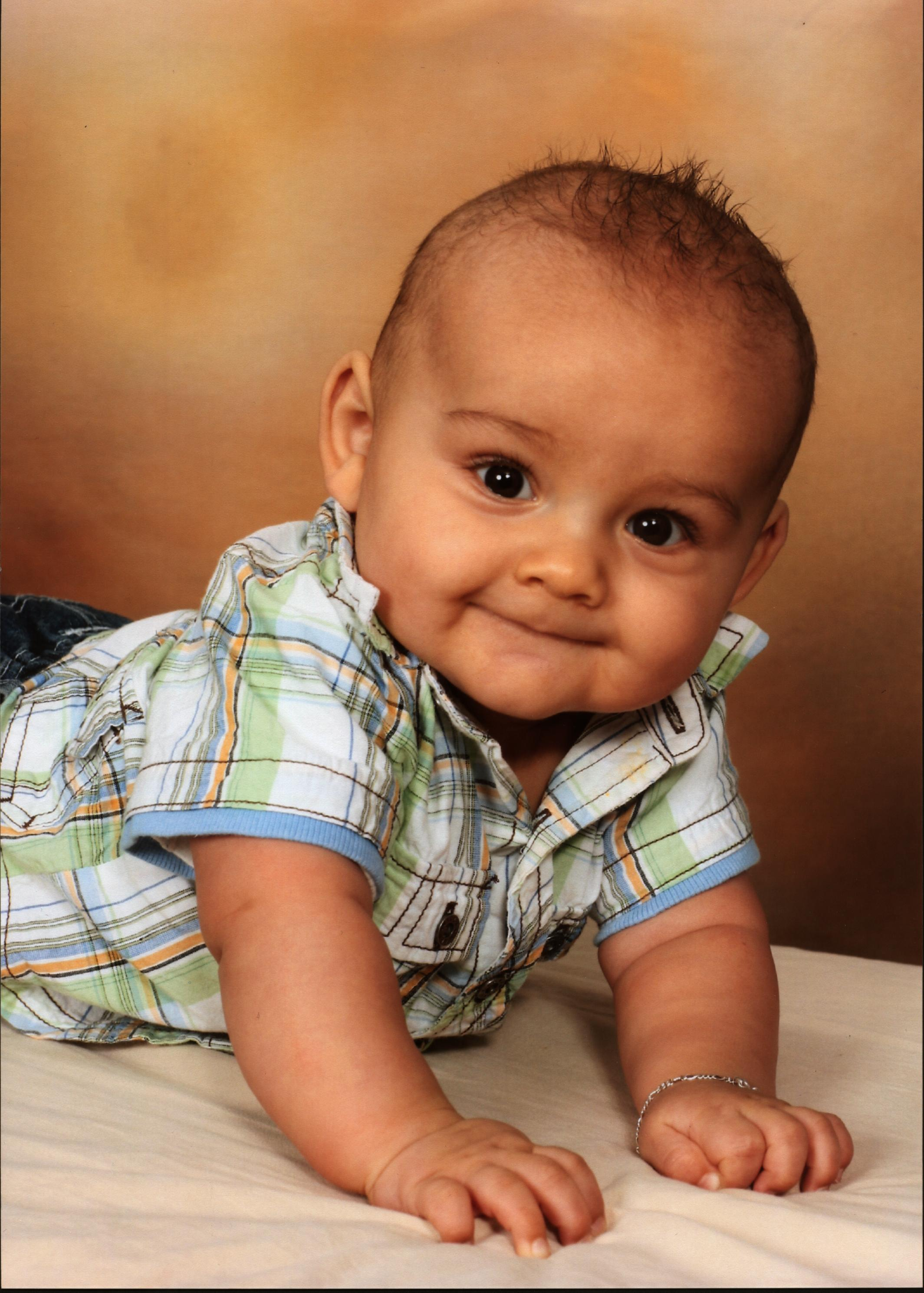
幼兒

幼兒也稱為幼童，是人類發展的階段之一。可能包括學步期及之後，一直到學齡前的一段時間，此一階段也常稱為是玩耍期（Play age）；是兒童階段中較前期的部份。
在心理學所定義的「兒童早期」範圍較廣，是從出生後一直到約十一歲的年齡，因此包括了嬰兒時期及學齡時期在內。
根據美國學前教育協會的定義，兒童早期是從出生後一直到八歲的期間。
有一些年齡相關的發展期和定義，以下是一個例子：新生兒（0-5個月）；嬰兒（6個月-1歲前）；學步兒童（1-2歲）；幼兒（3-5歲）；學齡兒童（6-11歲）；青少年（12-17歲）。

## 發展
心理學中的兒童早期通常會定義為十二歲以下的年齡，範圍涵蓋嬰幼兒以及小學。這段期間有三個同時發展的層面：

### 身體成長與發展
這個階段的大腦，神經纖維有顯著的突觸生長和髓鞘形成，尤其是在額葉部份格外明顯。例如在二歲時，大腦為成年時大腦重量的70%，六歲時已成長大腦重量的90%。大腦增長之後，認知能力會突然增加。小孩在五歲左右開始正確的說話，並且掌握其手眼協調。
此階段最適合兒童的環境是鼓勵身體發育、讓兒童可以探索、嘗試新的事物的環境。兒童的身體發育有其固定的模式：會先發展大肌肉，之後才發展小肌肉。大肌肉用於行走，跑步和其他肢體活動，這些稱為大肌肉運動技能（gross motor skills）。小肌肉用於精細的運動技能，例如拾起物體、寫字，繪圖，投接東西。

### 認知增長與發展
讓·皮亞傑稱兒童二歲到七歲的階段是「前運思期」（Pre-operational stage），這個階段的兒童常常會問「為什麼」，兒童也用此和其他兒童建立建立關係。兒童還不能進行抽象思維運作，孩子必須要看到他們所談論的東西，因此他們無法明白邏輯、背叛、沉思等概念。這意味著他們會從字面上去理解別人說的話。他們也可以從每個物體中看到人類的特徵，例如假如他們不小心被桌子拌到腳，他們會說「桌子很壞」。兒童也會有自我中心主義（這和利己主義egoism不同），兒童不會理解其他人有信仰，這個時期的兒童會認為他們怎麼想，其他的人也會有一様的想法。這個時期也會有認知集聚的情形，會讓兒童主要會看一個人或是事物在視覺上最醒目的部份，例如若一個男生有長頭髮，兒童可能會認為他是女生。

### 社交及情感的成長與發展
這方面的發展包括孩子們了解「自我」的感覺，與他人的關係以及其社會性。情感發展包括表達、依附依戀和個性。孩子會表現對黑暗和怪物的恐懼，約在三歲會注意到他們自身是男孩還是女孩，並且依其社會模式開始與人互動。男孩通常較具侵略性，而女孩較會關心人。然而男孩和女孩的侵略性會以兩種不同的方式表現：男孩較具肢體上的侵略性，而女孩較具社交上的侵略性（取綽號和忽略）。這個階段個體的差異會變得越來越突出。

## 生理發展

### 大肌肉運動技能
幼兒一開始走路時，走路姿勢是比較笨拙、類似機器人行進的姿勢。約在2歲時，會開始發展出更順暢的步態，也會發展出跑步，單腳跳躍和一般跳躍的能力。這個年紀的孩子也可以參與丟接較大型球類的遊戲。他們也可以玩一些小型的騎乘玩具（例如小型的玩具車）可以坐在上面，用自己的腳作為動力讓玩具和自己一起前進）上，用腳踢自己。
運動行為發展最快的時期是在2歲到6歲之間的學齡前階段，此時會有的技能是移動（locomotor）、精細的手眼協調、走路以及進階的跑步、單腳跳躍、跳躍、飛奔，由爬行進階發展的攀爬。

### 精細運動技能
一般預期兒童在三歲時，會發展一些較精細動作的技能，例如可以畫出像圓形，正方形和三角形之類的簡單圖案，也可以將這些圖案剪下來。這些活動可以強化兒童的手指，以培養其運用手指的能力，讓兒童可以發展其精細運動技能。

## 教育
嬰兒和幼兒比其他年齡都對生活有更全面的體驗。幼童對社交、情緒、認知、語言及肢體的學習不是獨立的。在此階段，若成人可以理解兒童的學習依賴整體的生活經驗，而不僅僅依成人希望其專注的部份，那將對兒童發展大有裨益。
幼兒學習到的知識大多在在出生和三歲之間獲得，在這段時間人的發展最爲迅速，而監護人的愛、感情、鼓勵和精神刺激都有助於此。這個時候的大腦正在快速增長，更容易吸收資訊，大腦中部分區域可以在一年內成長一倍。在這個階段，兒童需要營養和人際互動，才能使大腦正常生長。雖然成年人在兒童發展中扮演很大的角色，但兒童發展最重要的方式是與其他兒童的互動。兒童與他們花費大量時間的朋友建立了密切的關係，這些經驗也會進入他們的認知。

## 外部連結
- . UNESCO. （原始内容存档于2010-11-07）.
- .   [2017-05-29]. （原始内容存档于2015-02-22）.